# 乔治·蒙塔古
乔治·蒙塔古（英語：George Montagu，？—1815年6月20日）是英格兰陆军军官和博物学家。以著作《鸟类学词典》而闻名。
在英国，乌灰鹞也叫做“蒙塔古鹞”（Montagu's harrier），以纪念这位鸟类学先驱。

## 生平
1755年出生于英格兰威爾特郡拉克汉姆庄园。祖先可以追溯到第一代曼彻斯特伯爵亨利·蒙塔古（1563-1642年）。
16岁时加入陆军第15团，成为一名中尉。入伍18年后，他与安妮·科特尼结婚。她同时也是首相第三代比特伯爵約翰·斯圖爾特的侄女。在拜访了新娘在苏格兰和爱尔兰的亲戚后，他应部队的要求前往美国支援。没多久又回到了英国，在民兵队供职，成为中校。在辗转一些地方后，他与安妮有了3个孩子。1798年，他在德文郡金斯布里奇定居，编纂了《鸟类学词典》，并于1802年出版。随后，他的女助手伊丽莎白·多维尔（Elizabeth Dorville）为他的作品配上了插图。最后，他们有了4个孩子。
1803年，他出版了《英国海洋、陆地和淡水贝壳的历史》，描述了近470种软体动物，其中约100种属于首次描述。他为威廉·埃尔福德·利奇在大英博物馆记录的甲壳亚门下属物种做了补充。他还在德文郡记录了英国的第一只黄道眉鹀。
1815年，他不幸被钉子扎破皮肤而因破傷風去世，被埋葬在金斯布里奇教区教堂。他的鸟类收藏品后来被大英博物馆购得，《鸟类学词典》的一些注释本被倫敦林奈學會收藏。

## 主要作品
| 原文标题                                                                     | 中文译名                           | 出版年份 |
| ---------------------------------------------------------------------------- | ---------------------------------- | -------- |
| Ornithological Dictionary                                                    | 《鸟类学词典》                     | 1802年   |
| Testacea Britannica, a History of British Marine, Land and Freshwater Shells | 《英国海洋、陆地和淡水贝壳的历史》 | 1803年   |

## 脚注
1. ↑  Cleevely，第445–480頁.
2. ↑  Goddard 1857，第87頁.
3. ↑  . thepeerage.com.   [2018-04-20]. （原始内容存档于2018-04-21）.
4. ↑  Goddard 1857，第88頁.
5. ↑  Goddard 1857，第89頁.
6. 1 2  . conchology.be.   [2018-03-02].
7. ↑  . uni-stuttgart.de.   [2018-03-02].
8. 1 2  Mearns 1988.
9. ↑  Moss 2005，第18頁.